# Hamerský rybník (Ploučnice)
Hamerský rybník nazývaný též Hamerské jezero je rybník u obce Hamr na Jezeře v okrese Česká Lípa v Libereckém kraji. Má rozlohu 50 ha, je průtočný na levém přítoku Ploučnice a leží v oblasti Ralská pahorkatina.

## Historie
Byl založen pravděpodobně v 16. století s rozlohou 57 ha. Od konce 19. století využíván k rekreaci. S počátkem těžby uranu od roku 1965 došlo k úpadku využití rybníka a v roce 1985 byl vypuštěn. Území kolem patřilo do vojenského prostoru Ralsko, kde v letech 1968–1991 působila i sovětská vojska s negativním dopadem i na zdejší přírodu.
V roce 1993 byl rybník obnoven a znovu se rozvíjí rekreační zařízení. Byly vybudovány 400 m dlouhé písečné pláže, obnoveno koupaliště, postaveny dva kempy.

## Další údaje
Je napájen řekou Ploučnicí. Plocha je po novém napouštění 50 ha. Rybník je průtočný a rybolovný, z větší části obklopen lesem, má velkou zátoku.
Na východní straně rybníka je botanicky cenné rašeliniště.
U hráze se nachází středověká pevnůstka, v 17. století přestavěna na zámek, později hájovna, dnes rekreační objekt.
Kolem rybníka vede řada pěších turistických cest i cyklotras. Poblíž rybníka jsou zříceniny hradu Děvína, Stohánku a celá řada přírodních památek. Po severní straně vede silnice z Hamru do Břevniště. Železniční spojení odtud není, do přilehlé obce zajíždí autobusová meziměstská doprava ČSAD Česká Lípa.

## Galerie

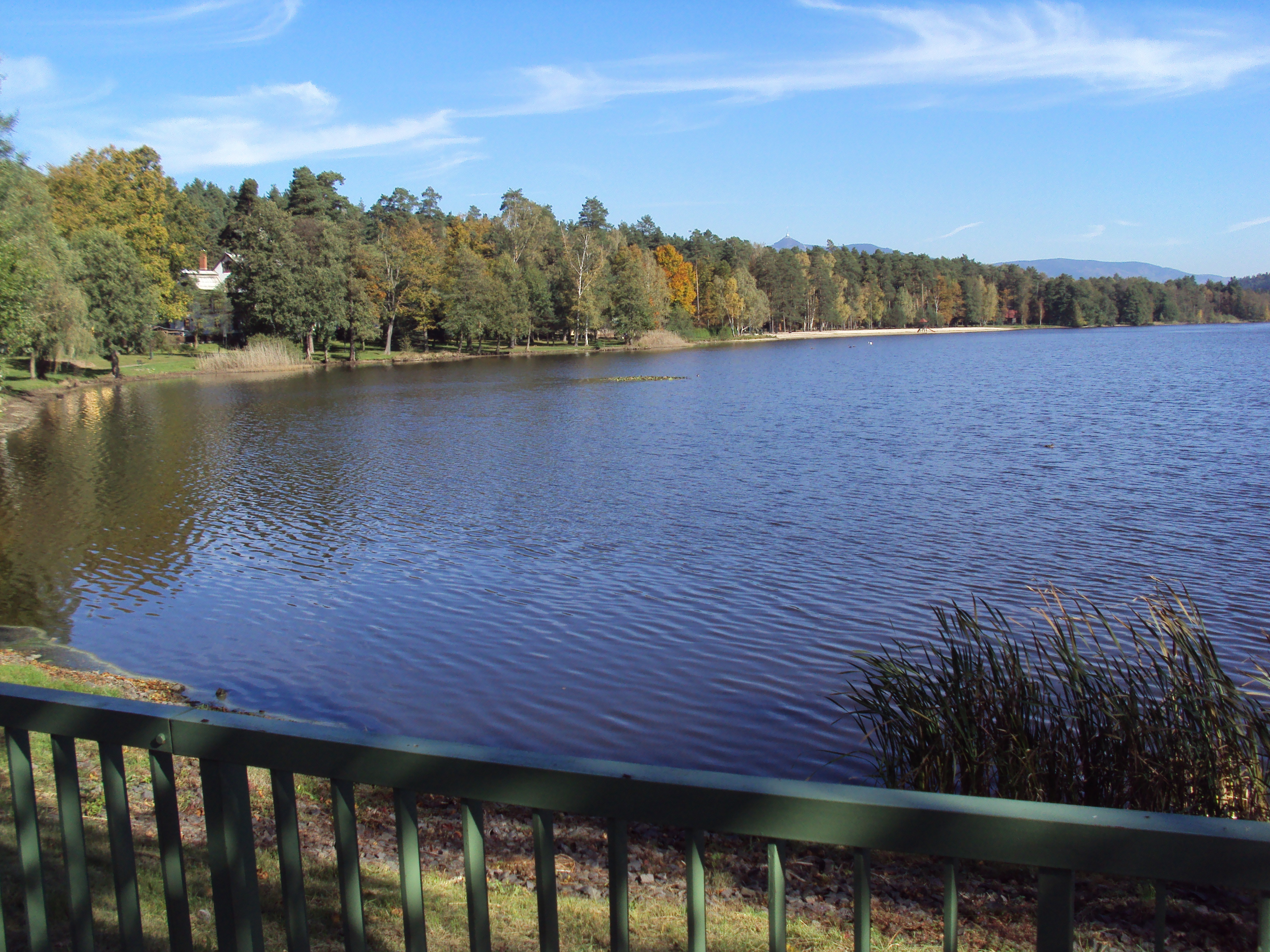
Vzadu vlevo je pláž koupaliště
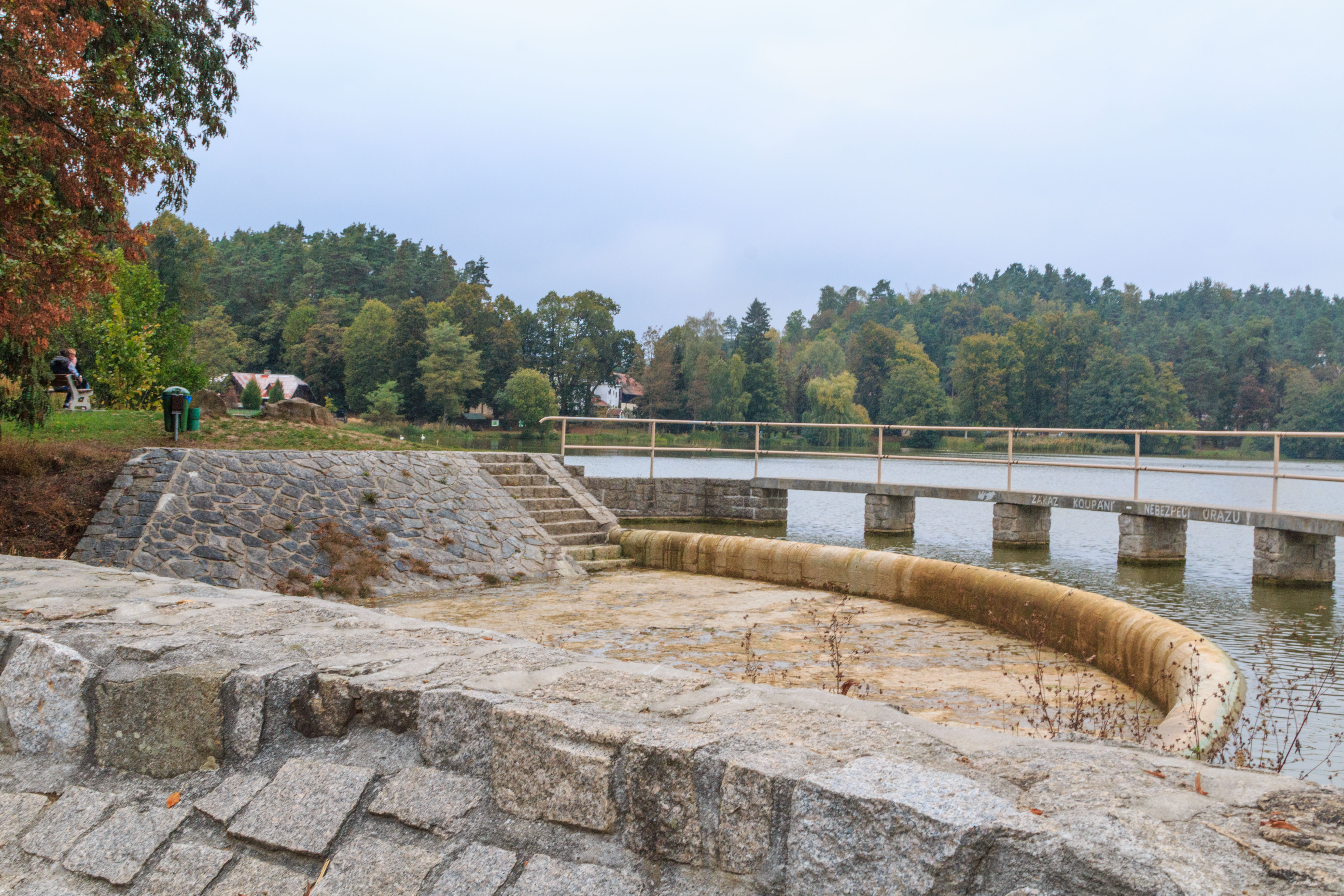
Bezpečnostní přeliv Hamerského jezera
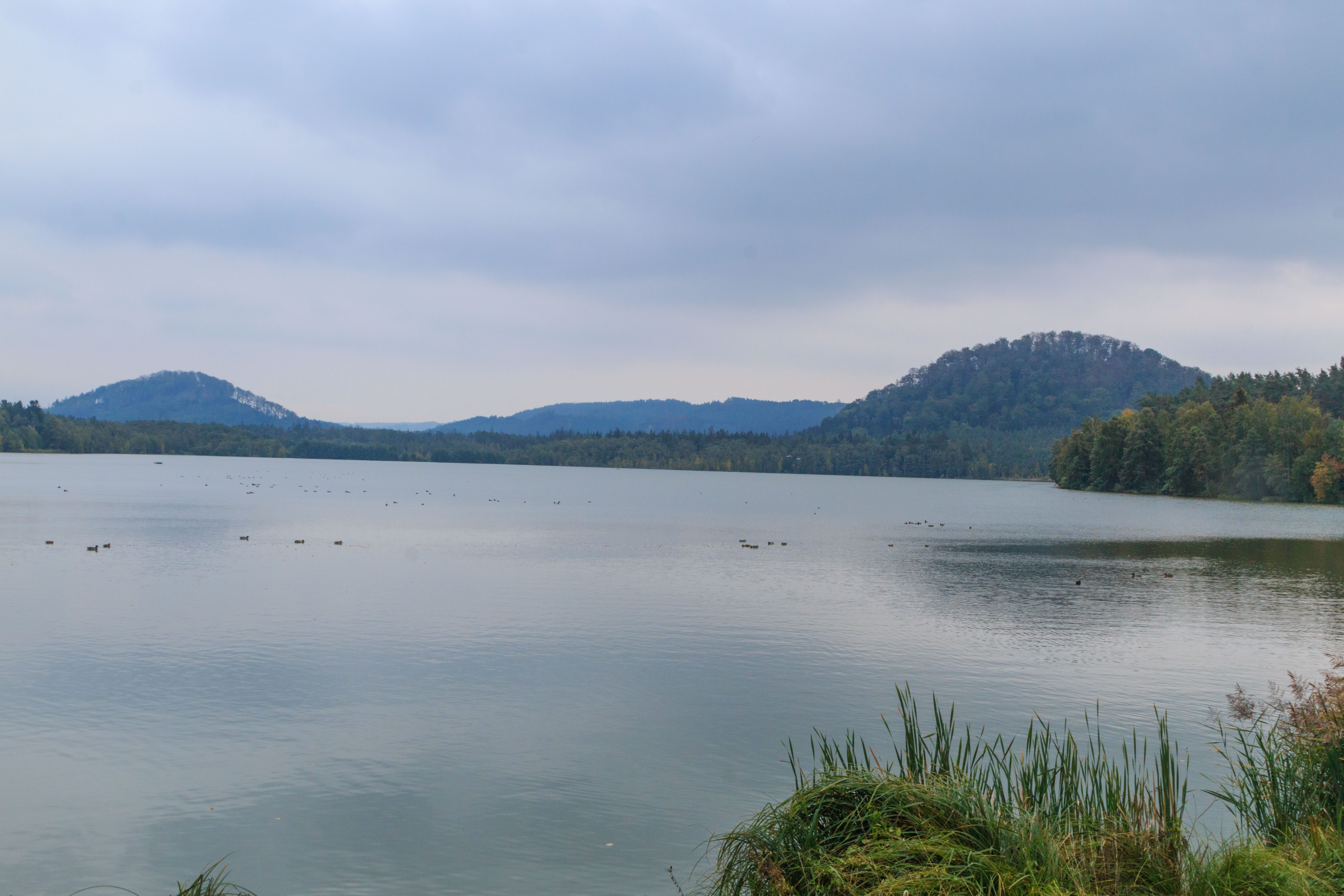
pohled na Hamerské jezero